# Dongjin Shuidianzhan
Dongjin Shuidianzhan är ett vattenkraftverk i Kina. Det ligger i provinsen Jiangxi, i den sydöstra delen av landet, omkring 160 kilometer väster om provinshuvudstaden Nanchang. Dongjin Shuidianzhan ligger 133 meter över havet.
Runt Dongjin Shuidianzhan är det ganska tätbefolkat, med 160 invånare per kvadratkilometer. Närmaste större samhälle är Ma'ao, 7,0 km norr om Dongjin Shuidianzhan. I omgivningarna runt Dongjin Shuidianzhan växer i huvudsak blandskog.
Genomsnittlig årsnederbörd är 2 289 millimeter. Den regnigaste månaden är maj, med i genomsnitt 385 mm nederbörd, och den torraste är oktober, med 57 mm nederbörd.